# Agnisyrphus gressitti
Agnisyrphus gressitti är en tvåvingeart som beskrevs av Ghorpade 1994. Agnisyrphus gressitti ingår i släktet Agnisyrphus och familjen blomflugor. Inga underarter finns listade i Catalogue of Life.